# Юань Внутренней Монголии
Юань Внутренней Монголии — денежная единица, выпускавшаяся в 1937—1945 годах несколькими правительствами Внутренней Монголии.

## История
В апреле 1934 года китайское правительство признало автономию Внутренней Монголии. Япония, контролировавшая в это время часть территории Внутренней Монголии, в 1935—1936 годах провоцировала сепаратистские выступления. 22 декабря 1935 года (по другим данным — 27 мая 1936 года) была провозглашена независимость Внутренней Монголии. 12 мая 1936 года при помощи японцев было создано Монгольское военное правительство.
28 октября 1937 года правительство было объединено с провинциальными правительствами Южного Чахара и Северной Шаньси, образовав «Объединённый комитет Мэнцзяна». 27 ноября того же года была провозглашена полная независимость от Китая, военное правительство преобразовано в формально гражданское Автономное правительство Объединённых монгольских аймаков 1 сентября 1939 года было создано Объединённое автономное правительство Мэнцзяна. 4 августа 1941 года было изменено название государства, провозглашена «Монгольская автономная федерация».
В августе 1945 года, с началом Советско-японской войны, войска Внутренней Монголии приняли участие в боях на стороне Японии. 10 октября 1945 года на освобождённой от японцев и их союзников территории провозглашена Народная республика Внутренней Монголии. С уходом в 1946 году советских войск республика потеряла контроль над большей частью своей территории. Параллельно ей на востоке региона было создано Народное автономное правительство Восточной Монголии. Властям обеих республик удалось прийти к объединению своих государств, и 1 мая 1947 года на большей части Мэнцзяна — в провинциях Суйюань, Жэхэ и Чахар — было создано Автономное правительство Внутренней Монголии.

## Эмиссии на территории Внутренней Монголии

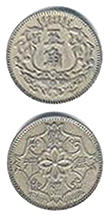
5 цзяо 1938 года

В начале 1937 года в Калгане был создан Южночахарский банк (Cha-Nan Bank), для своей эмиссии он использовал банкноты «Провинциального банка трёх восточных провинций» образца 1929 года в 1, 5, 10 и 100 юаней, на которые наносилась надпечатка.
Вскоре этот банк был заменён вновь созданным Банком Мэнцзяна, который начал выпуск новых банкнот. Банк Мэнцзяна выпускал банкноты в 5 фыней, 1, 5 цзяо, 5 цзяо — 50 фыней, 1, 5, 10, 100 юаней. В 1938 году была выпущена медно-никелевая монета в 5 цзяо.
После ликвидации в 1945 году Монгольской автономной федерации и провозглашения Народной Республики Внутренней Монголии банкноты Банка Мэнцзяна продолжали использоваться в обращении. В 1945—1946 годах для обеспечения советских воинских частей выпускался юань Командования Красной армии, обращавшийся параллельно с ранее выпущенными денежными знаками.
В августе 1948 года в Китае начата денежная реформа, 1 декабря того же года путём слияния трёх банков создан Народный банк Китая. Однако унификация денежного обращения в Китае потребовала значительных временных затрат и была завершена только к началу 1952 года. Курс обмена на единую валюту устанавливался отдельно для каждого местного выпуска денег. Обмен юаней Внутренней Монголии на банкноты Народного банка Китая был произведён в 1951 году в соотношении: 9,5:1.

### Банкноты Банка Мэнцзяна
| Изображение | Изображение | Номинальная стоимость | Размеры (мм) |
| Аверс       | Реверс      | Номинальная стоимость | Размеры (мм) |
| ----------- | ----------- | --------------------- | ------------ |
|             |             | 5 фыней               |              |
|             |             | 1 цзяо                |              |
|             |             | 1 юань                |              |
|             |             | 5 юаней               |              |
|             |             | 10 юаней              |              |